# Oranjestad (Saint-Eustache)
Pour l’article homonyme, voir Oranjestad (Aruba).
 (mars 2021).
Si vous disposez d'ouvrages ou d'articles de référence ou si vous connaissez des sites web de qualité traitant du thème abordé ici, merci de compléter l'article en donnant les références utiles à sa vérifiabilité et en les liant à la section « Notes et références ».
Oranjestad est la capitale de l'île de Saint-Eustache dans les Antilles néerlandaises. Elle compte une population d'environ 1 000 habitants.
La curiosité la plus intéressante est fort Oranje, un ancien fort militaire. Ses installations militaires sont intactes et les canons qui s'y trouvent sont encore en direction de la mer. Le fort est doté d'une belle cour intérieure. 
À proximité du fort, il y a un musée sur l'histoire de l'île, les vestiges d'une des plus vieilles synagogues du continent américain (1739, aujourd'hui abandonnée), un cimetière juif et une église construite en 1755 dans le style typiquement néerlandais.

## Patrimoine
- Le Musée de la Fondation historique de Saint-Eustache, dont les collections présentent l'histoire de l'île depuis l'époque de ses habitants précolombiens, soulignant l'âge du commerce sous le nom de « The Golden Rock », le premier salut et la période de l'esclavage.
- Le fort Oranje, fort le plus important et le mieux préservé des seize systèmes de défenses restants sur l'île construit au XVIIe siècle.
- L'église Saint-Eustache, construite en 1910.
- L'église réformée néerlandaise, construite en 1755 et aujourd'hui en ruines.